# كينيتي
جبل كينيتي هو أعلى قمة في جنوب السودان. تقع في جبال إيماتونغ في محافظة لكوتو بولاية إيماتونع، بالقرب من الحدود الأوغندية. كانت موجودة في وقت سابق في شرق الاستوائية قبل إعادة تنظيم الدول. يبلغ إرتفاع كينيتي 3187 مترًا (10456 قدمًا) فوق مستوى سطح البحر. مجموعة الجبال العالية التي تحتوي على كينيتي، والتي تمتد إلى الحدود مع أوغندا، تسمى أحيانًا جبال لوماريتي أو لولوبي.
كانت الأجزاء السفلية من الجبل مغطاة بالغابات الخصبة. هذه هي معظم الغابات الشمالية للمنطقة البيئية للغابات الجبلية في شرق إفريقيا. القمة صخرية، بها مروج جبلية ومروج متناثرة منخفضة الشجيرة، وشجيرات منخفضة وأعشاب في شقوق الصخور. كان عالم النبات توماس فورد شيب من أوائل الأوروبيين الذين زاروا الجبل، حيث اكتشف كوروبسيس تشيبي بالقرب من القمة.